# Schloss Philippseich
Schloss Philippseich ist eine Schlossanlage bei Dreieich-Götzenhain im Landkreis Offenbach in Hessen. Die Anfänge des Schlosses gehen auf das 17. Jahrhundert zurück, später wurde es zur Residenz einer Seitenlinie der Grafschaft Isenburg.

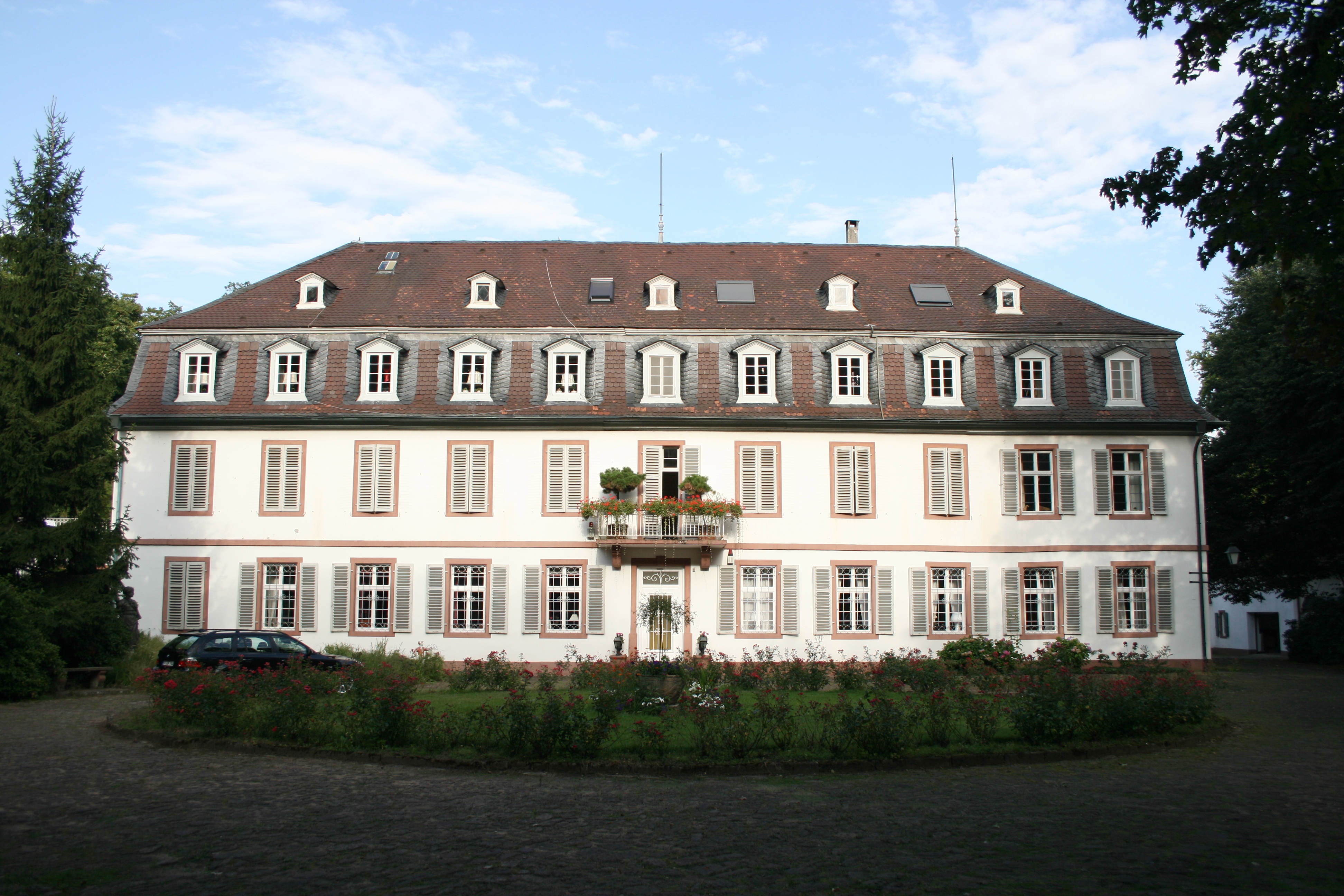
Ansicht des Hauptgebäudes 2011

## Geschichte
Um 1675 ließ Graf Johann Ludwig von Isenburg im bisherigen herrschaftlichen Tiergarten ein Jagdschloss erbauen. Es handelte sich um einen zweigeschossigen Holzbau. Unter seinem Sohn Johann Philipp entstanden zu Beginn des 18. Jahrhunderts weitere Gebäude wie der Grüne Bau und die Schlosskirche, die fortan die Familiengruft aufnahm. Notwendig wurde dies nach dem Tod von Johann Philipp, nach dem auch das Schloss benannt ist, als 1711 die Nebenlinie Isenburg-Philippseich begründet wurde. Philippseich wurde Zentrum und Residenz der Teilgrafschaft, zu der bis 1806 die Orte Götzenhain, Offenthal, Sprendlingen, Urberach, Messel und Münster gehörten.
Zwischen 1794 und 1800 entstand ein neuer Schlossbau in schlichter Mansardform unter Graf Heinrich-Ferdinand. Im Jahr 1885 wird von der Inneneinrichtung berichtet, dass sie Familienbildnisse und Ansichten der Burg Hayn enthielt sowie eine reiche Serie englischer Kupferstiche und renaissancezeitlicher Elfenbeinplastik.
1823 wurde Philippseich dem Bezirk des Landgerichts Offenbach zugeordnet und wechselte 1853 in den Bezirk des Landgerichts Langen. Ab 1879 war dann das Amtsgericht Langen erstinstanzlich zuständig.
Das Schloss blieb bis zum Aussterben der Linie 1920 in Familienbesitz und fiel danach an die Linie Isenburg-Birstein. 1941 wechselte es in ein Eigentum außerhalb der Familie von Isenburg und wurde in der zweiten Hälfte des 20. Jahrhunderts grundlegend saniert. Außer zu Gottesdiensten, zu denen der evangelischen Gemeinde ein Wegerecht eingeräumt ist, kann das Gelände nicht betreten werden.

## Anlage
Neben dem am Ende des 18. Jahrhunderts erbauten Schlossgebäude gehören noch zahlreiche Nebengebäude und ein weitläufiger Park aus dem 18. Jahrhundert zur Anlage. Im Schloss befinden sich nach einem Umbau heute Wohnungen. Die Schlosskirche wird im Sommer für Gottesdienste und Hochzeiten genutzt. Von dem ursprünglichen Jagdschloss ist noch ein Kellergewölbe erhalten. Es wurde im Zweiten Weltkrieg zum Luftschutzbunker umgebaut, danach entstand darauf ein eingeschossiges Fachwerkhaus, das sogenannte „Bunkerhaus“. Weitere zum Schloss gehörige Gebäude sind der Grüne Bau, das Verwalterwohnhaus und eine Zehntscheune.